# Carlos Eduardo Correa
Carlos Eduardo Correa Escaf (Montería, Córdoba; 26 de abril de 1973) es un político colombiano. Desde octubre de 2020 hasta agosto de 2022 desempeñó como ministro de Ambiente y Desarrollo Sostenible de Colombia. Además, ha ocupado otros cargos importantes, ha sido alcalde de la ciudad de Montería para el periodo 2012-2015, Viceministro de agua y Saneamiento 2016, y Alto Consejero para las Regiones 2017. 
Actualmente Es Senior Fellow en Conservation International y se desempeña como embajador de la Iniciativa de Manglares lanzada en COP27 por UN Climate Champions y más de 20 organizaciones Internacionales "The Mangrove Breakthrough"
Co-chair of the Experts Task Force on Nature Positive Cities of World Economic Forum (WEF) 

## Biografía
Carlos Eduardo Correa es administrador de empresas de la Universidad EAFIT de Medellín, con maestría en marketing del Instituto de Empresa de Madrid y ha cursado estudios en finanzas y gestión pública. 
En el periodo de 2012-2015 fue alcalde de Montería, su ciudad natal. Ahí trabajó para hacer que en el corto plazo se cerrara la brecha social, se bajara sustancialmente el desempleo y que el río fuera el elemento transformador de la ciudad. Mas aún, con el BID y Findeter se proyectó la ciudad a futuro a través del plan “Montería sostenible y competitiva de cara al río Sinú 2032”. 
En el 2016, después de haber sido viceministro de agua potable y saneamiento, fue alto consejero presidencial para las regiones, cargo en el que, a través del relacionamiento con las regiones, alcaldes y gobernadores del país, trabajó para aportar en la implementación de los requerimientos del posconflicto y apoyar a las regiones en su lucha por ser más competitivas.
Se ha desempeñado como consultor y como conferencista en diferentes temas como: sostenibilidad, catastro multipropósito, vivienda, liderazgo y gestión pública.
Ha sido conferencista invitado del BID, CAF, ONU HABITAT en temas de gerencia pública moderna y desarrollo social. También en congresos internacionales de planeación, medioambiente, vivienda y buen gobierno.
En el sector privado, se dedicó al desempeño profesional en entidades como Ecopetrol, Tejicondor y Proexport Colombia. También se desempeñó como Director Nacional de Mercadeo Relacional del Grupo Carulla Vivero, Gerente de Marca Quesos y Grasas de Alpina S.A, para Colombia, Ecuador y Venezuela; Director Comercial Corsa y Franquicias de Hewlett Packard en la Costa Atlántica.

## Premios y reconocimientos
- Reconocimiento de National Geographic: por el compromiso con la preservación de la notable biodiversidad de Colombia y el liderazgo en la promoción de políticas.
- Eisenhower Global Fellow 2022, Estados Unidos (Programa Educativo).
- Reconocido por la organización Sachamama como uno de "Los 100 Latinos más comprometidos con la Acción Climática 2022". Esta iniciativa busca destacar a los líderes más influyentes en términos del impacto que han contribuido a la lucha ambiental, la sostenibilidad y las acciones contra la emergencia climática.Mejor Alcalde de Colombia durante el año 2012-2013-2014-2015
- Mejor Alcalde del Mundo para el mes de mayo de 2014 y Nominado a mejor alcalde del mundo por City Mayors Foundation
- Premio Nacional al Alcalde Parcero de la Juventud.
- Condecoración con Medalla PATRICIO SAMPER GNECCO. Por su Gestión en planeación y Gestión de Proyectos de vivienda